# Вільна (селище)
Вільна — селище в Україні, у Монастирищенській міській громаді Уманського району Черкаської області. Розташоване за 11 км на північний захід від міста Монастирище та за 3,5 км від станції Монастирище. Населення становить 172 особи.

## Історія
Поселення Вільно утворене за радянського часу. До революції ці землі належали колишньому княжекриницькому пану Івану Красицькому. В ті часи корінними впливовими родинами стали вихідці із Княжої Криниці родини Мусієнків, Барилюків, Браславських, Крушлинських, Кравченків, Винничуків, Сергієнків, Розуменків. В роки колективізації в маленькому селищі розкуркулили 4 родини, господарство утворили з оселі місцевого куркуля та сусідньої покинутої садиби.
Вільно багато втратило своїх людей в роки Голодомору, два рази через маленьке поселення прокотилася війна, визволили село 10 березня 1944 року. До 1951 року Вільно було самостійним, мало свій колгосп, всі необхідні будівлі, соціальні приміщення. В 1952 році колгосп приєднали до Шабастівки, тривалий час тут працювала птахоферма. Нині в селі проживає 118 осіб.

## Галерея

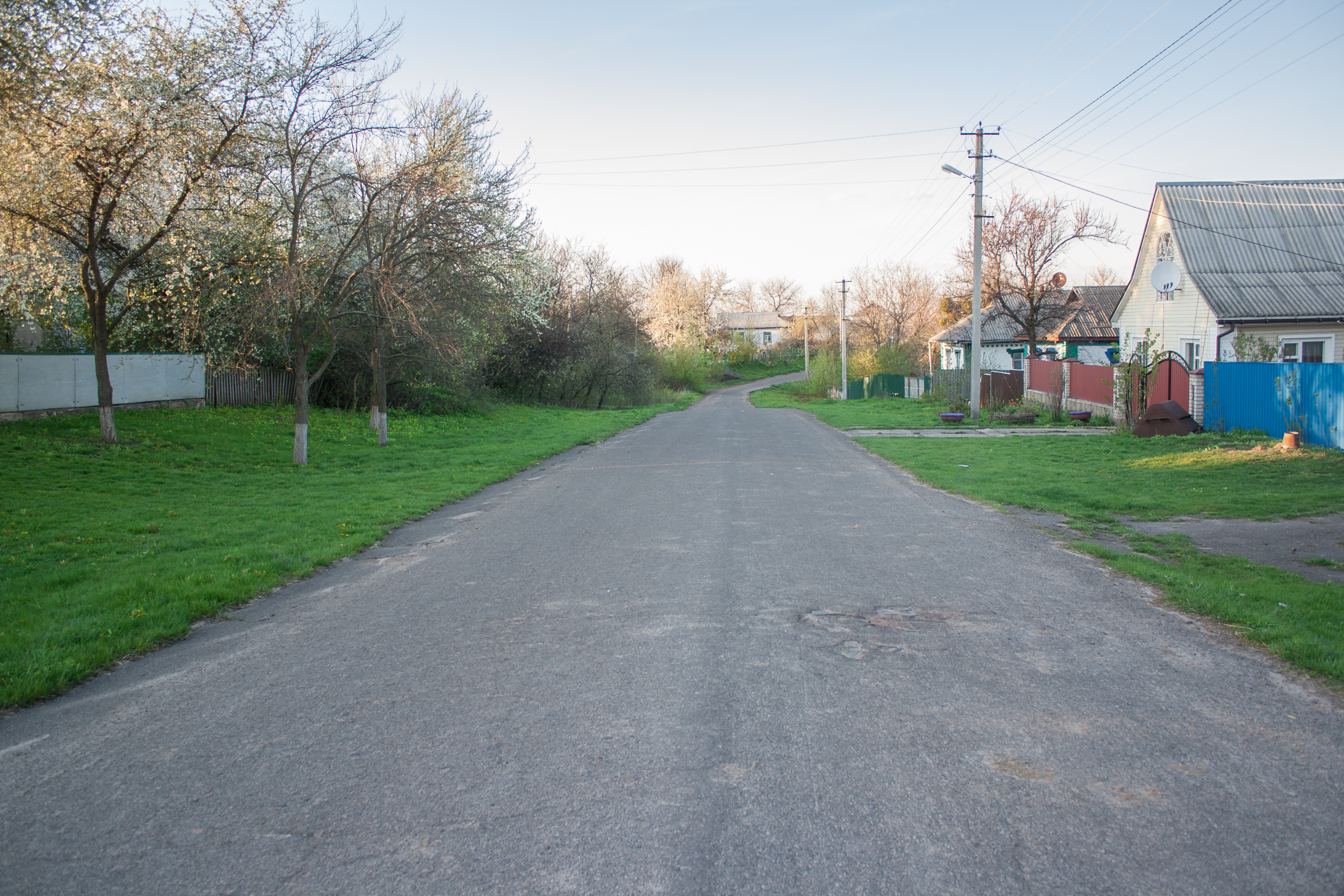
Головна вулиця
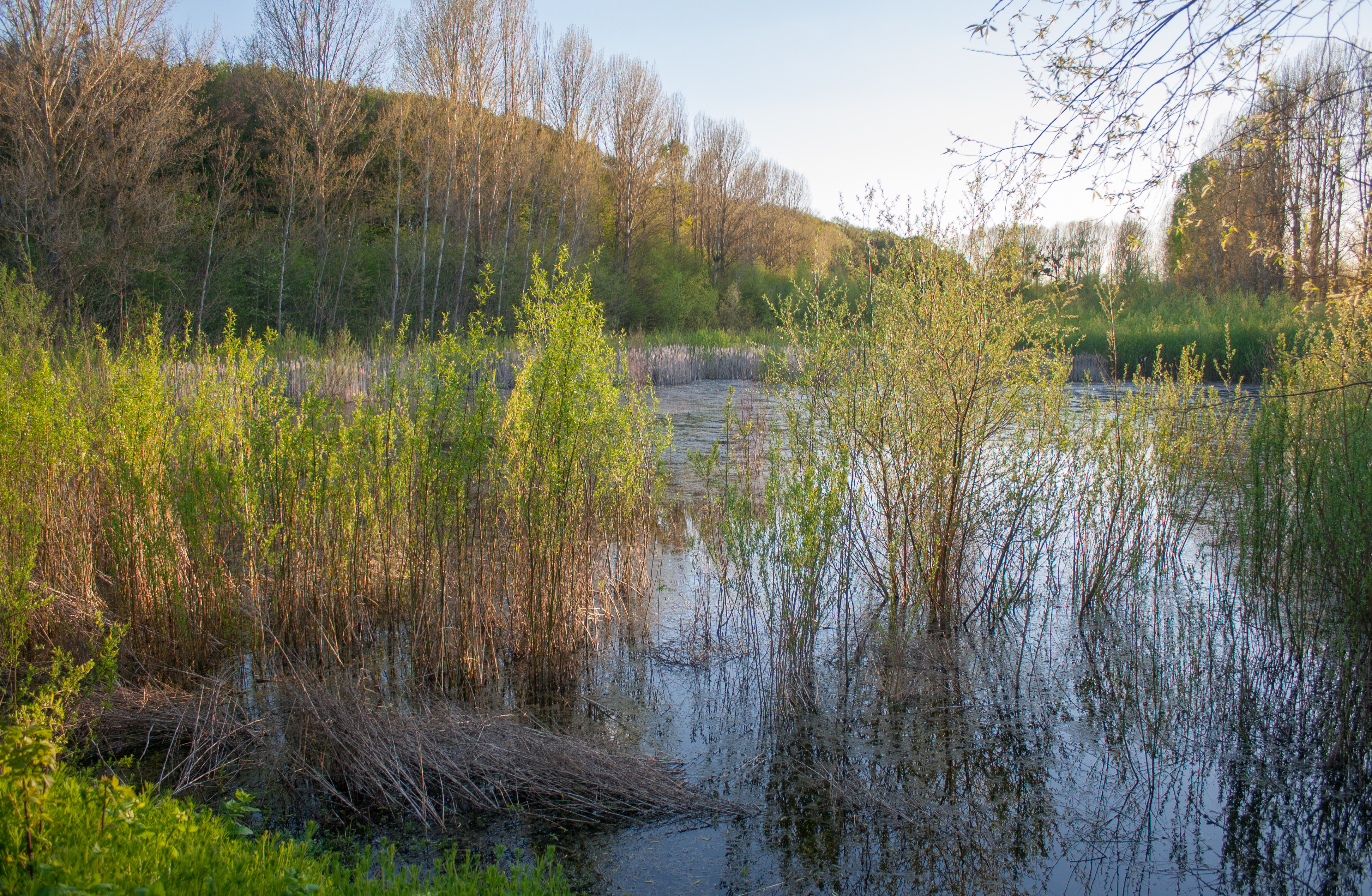
Ставок
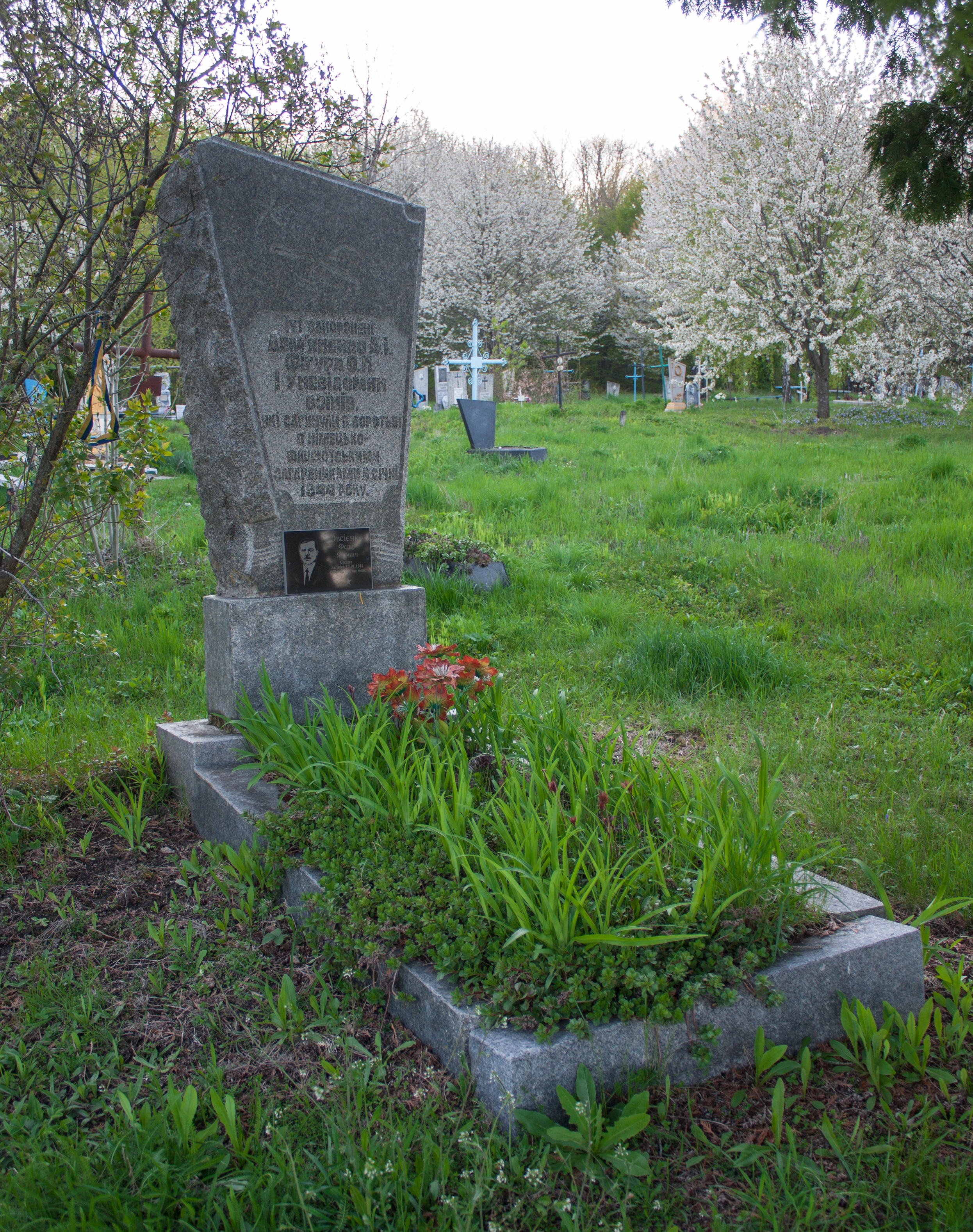
Братська могила радянських воїнів